# Floresta Molai
A Floresta Molai é uma floresta na Ilha Majuli no rio Bramaputra em Kokilamukh, distrito de Jorhat, Assã, India.
A floresta Molai tem seu nome em homenagem a Jadav "Molai" Payeng, ambientalista indiano, premiado com o Padma Shri por seu trabalho. A floresta foi plantada unicamente por Payeng em um período de 30 anos e engloba uma área de 1,360 acres / 550 hectares. Payeng plantou e cuidou de árvores em uma área arenosa no rio Bramaputra transformando o terreno em uma reserva florestal.
A floresta Molai agora abriga tigres de bengala, rinocerontes indianos, cerca de 100 veados e coelhos além de macacos e uma grande variedade de pássaros, incluindo um grande número de abutres. Há milhares de árvores, incluindo valcol, arjun (Terminalia arjuna), ejar (Lagerstroemia speciosa), goldmohur (Delonix regia), koroi (Albizia procera), moj (Archidendron bigeminum) e himolu (Bombax ceiba). Bambus cobrem uma área de cerca de 300 hectares.
Uma manada de cerca de 100 elefantes regularmente visita a floresta todos os anos e geralmente fica lá por cerca de seis meses. Eles deram à luz a cerca de 10 filhotes na floresta em anos recentes.

## Filmografia
A floresta Molai e Payeng foram assunto de um grande número de documentários em anos recentes. Um filme feito localmente, produzido por Jitu Kalita em 2012 The Molai Forest, foi exibido na Jawaharlal Nehru University. Jitu Kalita, que vive perto da casa de Payeng, também foi premiado e reconhecido pela boa reportagem mostrando a vida de Payeng em seu documentário. A floresta Molai também foi mostrada em um documentário de 2013, Foresting life, dirigido pelo documentarista indiano Aarti Shrivastava, e no filme de William Douglas McMaster Forest Man. Pessoas doaram cerca de 8327 dólares americanos na campanha do Kickstarter para a pós-produção do documentário, no início de 2013, que foi mostrado no 2014 Cannes Film Festival.